# Halbjahresschrift für südosteuropäische Geschichte, Literatur und Politik
Die Halbjahresschrift für südosteuropäische Geschichte, Literatur und Politik (HJS) war eine deutsche Publikation, die zwischen 1989 und 2016 erschien, zuerst in Ippesheim, danach in Dinklage.

## Geschichte
Die Zeitschrift wurde vom „Arbeitskreis für Geschichte und Kultur in Ostmittel- und Südosteuropa e. V.“ in Zusammenarbeit mit dem von Detlef W. Stein geleiteten Osteuropa-Zentrum Berlin in der Forschungs- und Gedenkstätte Normannenstraße herausgegeben und erschien im AGK-Verlag, Dinklage. Verantwortlicher Herausgeber der Zeitschrift war der Historiker Johann Böhm, dem eine kleine Redaktion zur Seite stand: Georg Herbstritt, William Totok, Rolf Marmont. Wissenschaftlicher Beirat: Björn Opfer-Klinger, Wolfgang Knopp und Karl-Heinz Gräfe. Zu den Mitarbeitern der Zeitschrift gehörten zahlreiche Geschichtswissenschaftler, Schriftsteller, Publizisten und Journalisten u. a.: Boris Blahak (Bratislava), Hildrun Glass (Germering), Joachim Kuropka (Vechta), Wolfgang Schlott (Bremen), Klaus Popa (Meschede), Zdenĕk Jirásek (Opave); Nele Ossenbeck (Oldenburg), Gabriel Andreescu (Bukarest).
Die Halbjahresschrift setzte sich zum Ziel, die historischen, wirtschaftlichen, sozialen, kulturellen und politischen Entwicklungen in Mittel-, Ost- und Südosteuropa auf objektive und authentische Weise aufzuarbeiten. Die Autoren der Halbjahresschrift lehnten Nationalismus, Revisionismus und politischen Extremismus jeglicher Couleur ab.
Seit 2020 erscheint die Publikation im IKGS-Verlag, München, unter dem leicht veränderten Titel „Halbjahresschrift für Geschichte und Zeitgeschehen in Zentral- und Südosteuropa“. Der Redaktion gehören an: Bernd Florath, Georg Herbstritt, Florian Kührer-Wielach (Herausgeber), Michaela Nowotnick, William Totok und Tobias Weger.